# Hydrocharitoideae
Hydrocharitoideae, biljna potporodica, dio porodice žabogrizovki. Sastoji se od dva roda, sa ukupno pet vrsta. Jedan rod je američki (Limnobium), i možda bi ga trebalo uključiti  Hydrocharis (žabogriz), iz Staroga svijeta.

## Rodovi
1. Limnobium Rich. (2 spp.)
2. Hydrocharis L. (3 spp.)